# Дом, где жила М. Е. Малыш-Федорец
Дом, где жила М. Е. Малыш-Федорец — памятник архитектуры и истории местного значения в Нежине. Сейчас здесь размещается детская библиотека (филиал № 3).

## История
Изначально объект был внесён в «список памятников архитектуры вновь выявленных» под названием Жилой дом.
Приказом Министерства культуры и туризма от 14.05.2012 № 478 присвоен статус памятник архитектуры и истории местного значения с охранным № 5569-Чр под названием Дом, где жила М. Е. Малыш-Федорец.

## Описание
В этом доме в период 1918-1919 годы (с перерывами) проживала украинская актриса театра и кино Мария Евгеньевна Малыш-Федорец. Дом принадлежал нежинскому помещику Петру Григорьевичу Борсуку, а после его смерти — его жене Дарье Петровне. В 1918 году был национализирован и был передан в аренду предыдущей владелице. В 1919 году был передан на баланс Нежинского окружного отдела милиции. В послевоенный период в доме разместилась городская библиотека для детей. Часть основного здания используется управлением культуры и туризма и охраны культурного наследия исполкома Нежинского горсовета.
Одноэтажный, 7-оконный, деревянный на кирпичном фундаменте, Г-образный в плане дом. Фасад расчленяют пилястры, окна обрамлены наличники, карниз украшен резным декором. В интерьере дома сохранились 2 кафельные печи 19 века: первая из монохромных глазированных кафелей мануфактурного производства, вторая из рельефных глазированных кафелей мануфактурного производства последней трети 19 века (сегодня единственный экземпляр в северной Левобережной Украине).